# Kajsarijja
Kajsarijja – rodzaj hali targowej. Jej nazwa wywodzi się od słowa kajsarion, czyli nazwy rynku, który został wybudowany przez jednego z cesarzy rzymskich w Antiochii. Pierwsze takie hale targowe powstały w Syrii i miały charakter bazylikowy. Później budowano je również w Egipcie i Maghrebie. 